# حلقه (فیلم ۲۰۰۲)
حلقه (به انگلیسی: The Ring) یک فیلم وحشت روان‌شناختی فراطبیعی آمریکایی محصول سال ۲۰۰۲، به کارگردانی گور وربینسکی است که بازیگرانی همچون نائومی واتس، مارتین هندرسون، دیوید دورفمن و برایان کاکس در آن ایفای نقش می‌کنند. داستان دربارهٔ یک فیلم ویدئویی است که محتوای آن یک سری عکس مبهم و تکه فیلم‌های آزاردهنده‌ای است. بعد از تماشای فیلم، تلفنی به بیننده می‌شود که در آن صدای دختری به بیننده می‌گوید: هفت روز دیگر خواهد مرد. این فیلم نسخه بازخلق‌شده فیلم ترسناک ژاپنی حلقه محصول سال ۱۹۹۸ است، که خود آن نیز برگرفته از رمان نویسنده ژاپنی کوجی سوزوکی به نام حلقه به‌شمار می‌رود.
حلقه در ۱۸ اکتبر ۲۰۰۲ توسط دریم‌ورکس در ایالات متحده اکران شد و در فروش گیشه موفق بود و توانست ۲۴۹ میلیون دلار در سطح بین‌المللی به فروش برساند در حالی که ۴۸ میلیون دلار بودجه ساخت آن بوده است و به یکی از پرفروش‌ترین بازسازی‌های فیلم ترسناک تمام دوران تبدیل شد. فیلم با واکنش‌های مثبتی از سوی منتقدان همراه بود که فضا و جلوه‌های بصری، فیلمبرداری بویان بازلی، کارگردانی وربینسکی و عملکرد تیم بازیگری به خصوص واتس مورد تحسین قرار گرفت. حلقه در بیست و نهمین دوره جوایز ساترن، در دو بخش بهترین فیلم ترسناک و بهترین بازیگر نقش اول زن (برای واتس) برنده شد. دو دنباله بر این فیلم با عنوان‌های حلقه دو، در سال ۲۰۰۵ و حلقه‌ها در سال ۲۰۱۷ ساخته شده است.

## داستان
دو دختر نوجوان به نام‌های کیتی و بکا دربارهٔ افسانه محلی یک فیلم ویدئویی نفرین شده بحث می‌کنند؛ که هرکس این فیلم را دیده بعد از ۷ روز مرده است. کتی اعتراف می‌کند که او در هفته گذشته نوار را با دوستانش دیده است. در آن شب کتی مرد. مادر کیتی در مراسم خاکسپاری کتی، از خواهرش ریچل، روزنامه‌نگار سیاتل می‌خواهد در مورد مرگ دخترش تحقیق کند.
ریچل متوجه می‌شود که دوستان کتی در حوادث عجیب و غریب در شب مرگ او کشته شده‌اند.

## بازیگران
- نائومی واتس در نقش ریچل کلر
- مارتین هندرسون در نقش نوآ کلی
- دیوید دورفمن در نقش اِیدن کلر
- دیوی چیس در نقش سامارا مورگن
- برایان کاکس در نقش ریچارد مورگن
- شانون کوکران در نقش آنا مورگن
- جین الکساندر در نقش دکتر گراسنیک
- لیندسی فراست در نقش روث امبری
- امبر تمبلین در نقش کاترین «کیتی» امبری
- ریچل بلا در نقش ربکا «بکا» کاتلر
- ریچارد لاینبک در نقش متصدی مهمانسرا
- پائولی پرتی در نقش بث
- سارا رو در نقش پرستار بچه
- ساشا باره‌سی در نقش دختر نوجوان شمارهٔ ۱
- تس هال در نقش دختر نوجوان شمارهٔ ۲
- آدام برودی در نقش کلن
- مایکل اسپاوند در نقش دیو امبری
- کریس کوپر در نقش قاتل کودک (حذف شده از فیلم)[۵]
- جو کرست در نقش دکتر اسکات (تأیید نشده)

## دنباله‌ها
دنباله‌ای به نام حلقه دو به کارگردانی هیدئو ناکاتا و نویسندگی ایرن کروگر در ۱۸ مارس ۲۰۰۵ منتشر شد. نائومی واتس، دیوید دورفمن و دیوی چیس نقش‌های خود را در این فیلم نیز تکرار کردند. یک فیلم کوتاه تحت عنوان حلقه‌ها نیز به کارگردانی جاناتان لیبسمن در سال ۲۰۰۵ منتشر شد، که رخدادهای آن بین حلقه و حلقه دو روایت می‌شود. سومین قسمت، همچنین با عنوان حلقه‌ها، به کارگردانی اف. خاویر گوتیرس در ۳ فوریه ۲۰۱۷ به نمایش در آمد.